# پائولینا (فیلم)
پائولینا (اسپانیایی: La patota‎) یک فیلم است که در سال ۲۰۱۵ منتشر شد.